# Uskladimo toplomjere
Uskladimo toplomjere drugi je studijski album hrvatske grupe TBF objavljen 2000. godine.

## Popis skladbi
1. Odjeb je lansiran feat. Dena
2. Genije
3. Psihijatrija
4. Stari
5. Manipulacije Part I
6. Skener
7. Obračun kod Hakikija feat. Dena
8. Duplozofija
9. Sve se vraća sve se plaća
10. Digni Luce pauka
11. Život je lijep
12. Spazam
13. Prava ljubav feat. Dječji zbor "Perlice"
14. Manipulacije Part II